# JR北海道785系電聯車
JR北海道785系電聯車是日本北海道旅客鐵道（JR北海道）所使用的交流電電聯車，於1990年開始用於行駛神威號列車和鈴蘭號列車。

## 设计
本型車由日立和川崎重工共同建造。 

### NE 1–5 編組
| 車廂      | 1个        | 2       | 3       | 4           | 5       |
| --------- | ---------- | ------- | ------- | ----------- | ------- |
| 形式      | Mc         | T       | M       | M1          | Tc'     |
| 编号      | クモハ 785 | サハ784 | モハ785 | モハ784-500 | クハ785 |
| 重量（t） | 40.0       | 37.0    | 37.3    | 43.0        | 34.1    |
| 客容量    | 60         | 60      | 68      | 49          | 56      |

第2和4车各装有一具N-PS785S单臂集電弓。 

### NE 501–502編組
| 車廂      | 1              | 2       | 3             | 4            | 5       |
| --------- | -------------- | ------- | ------------- | ------------ | ------- |
| 形式      | Mc             | TAc     | Mc            | M1'          | TAc'    |
| 编号      | クモハ 785-100 | クハ784 | クモハ785-100 | モハ 785-500 | クハ784 |
| 重量（t） | 40.0           | 38.5    | 40.0          | 39.3         | 38.5    |
| 客容量    | 60             | 56      | 60            | 49           | 56      |

第2和5车各装有一具N-PS785S单臂集电弓。 

### 原始2 + 4车編組
（1990年至2002年） 
| 车廂 | 6             | 5       |  | 4          | 3       | 2       | 1       |
| ---- | ------------- | ------- |  | ---------- | ------- | ------- | ------- |
| 形式 | Mc            | TAc'    |  | Mc         | TA      | M       | Tc'     |
| 编号 | クモハ785-100 | クハ784 |  | クモハ 785 | サハ784 | モハ785 | クハ785 |

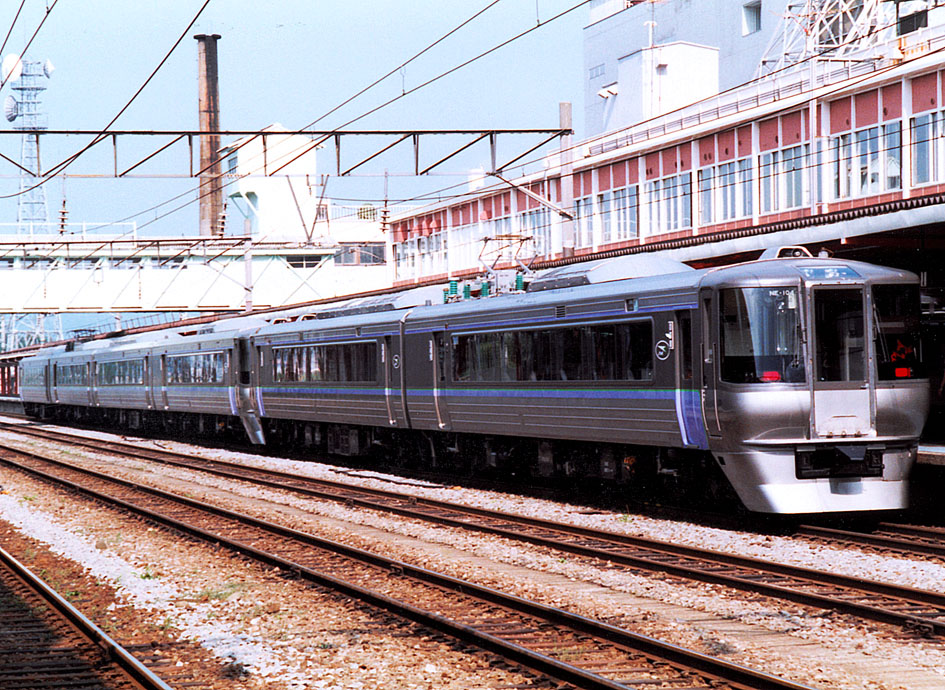
行駛超級白箭號的2+4車編組，1990年9月。

第3和5车分别装有一具N-PS721B剪式集電弓。 

### NE303 785-300系超级白鳥號編組
从2010年12月开始，将庫存车改装成2车編組，行駛超级白鳥號
| 车廂 | 7           | 8           |
| ---- | ----------- | ----------- |
| 编号 | モハ785-303 | クハ784-303 |

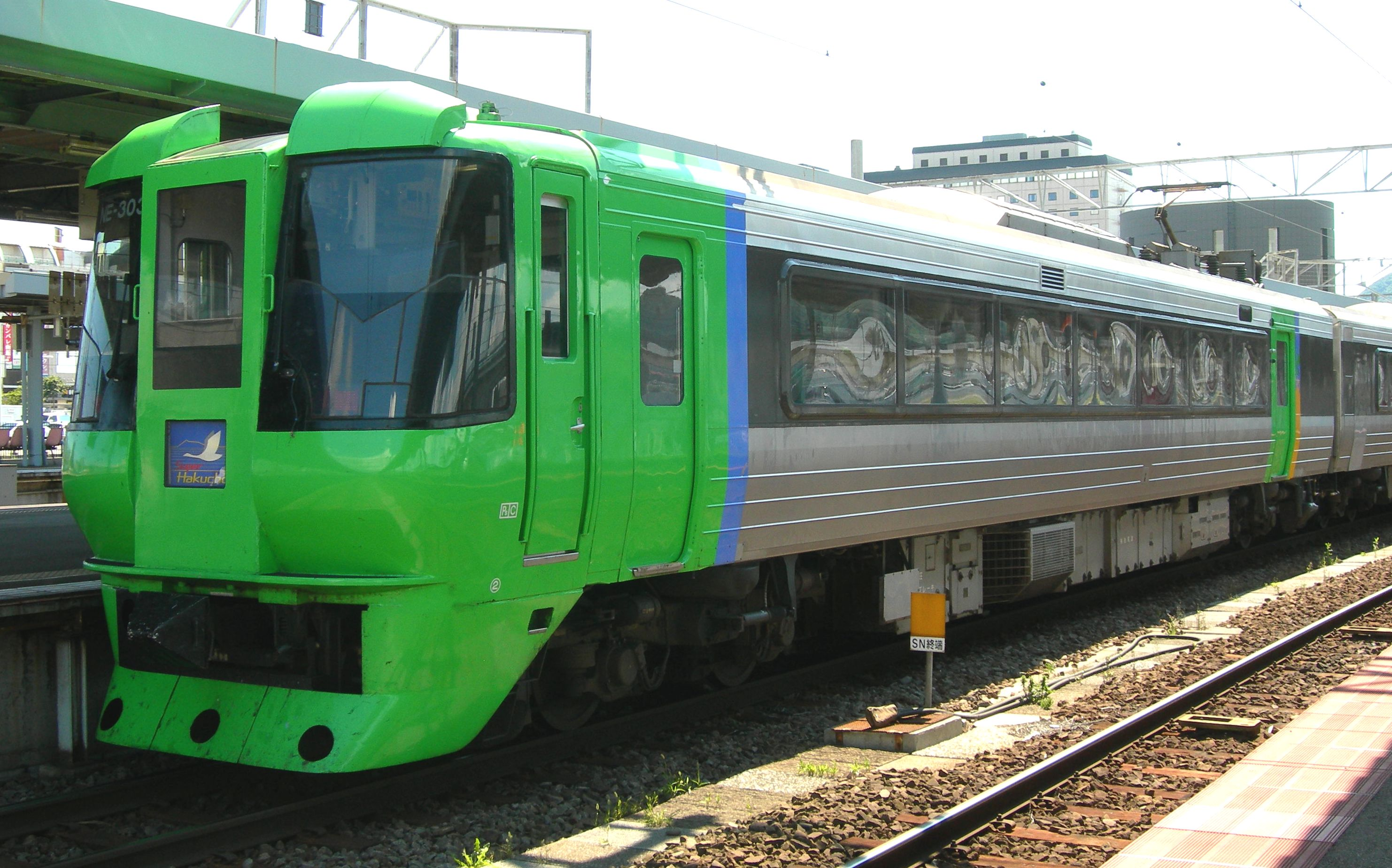
クハ 784-300，2011年8月
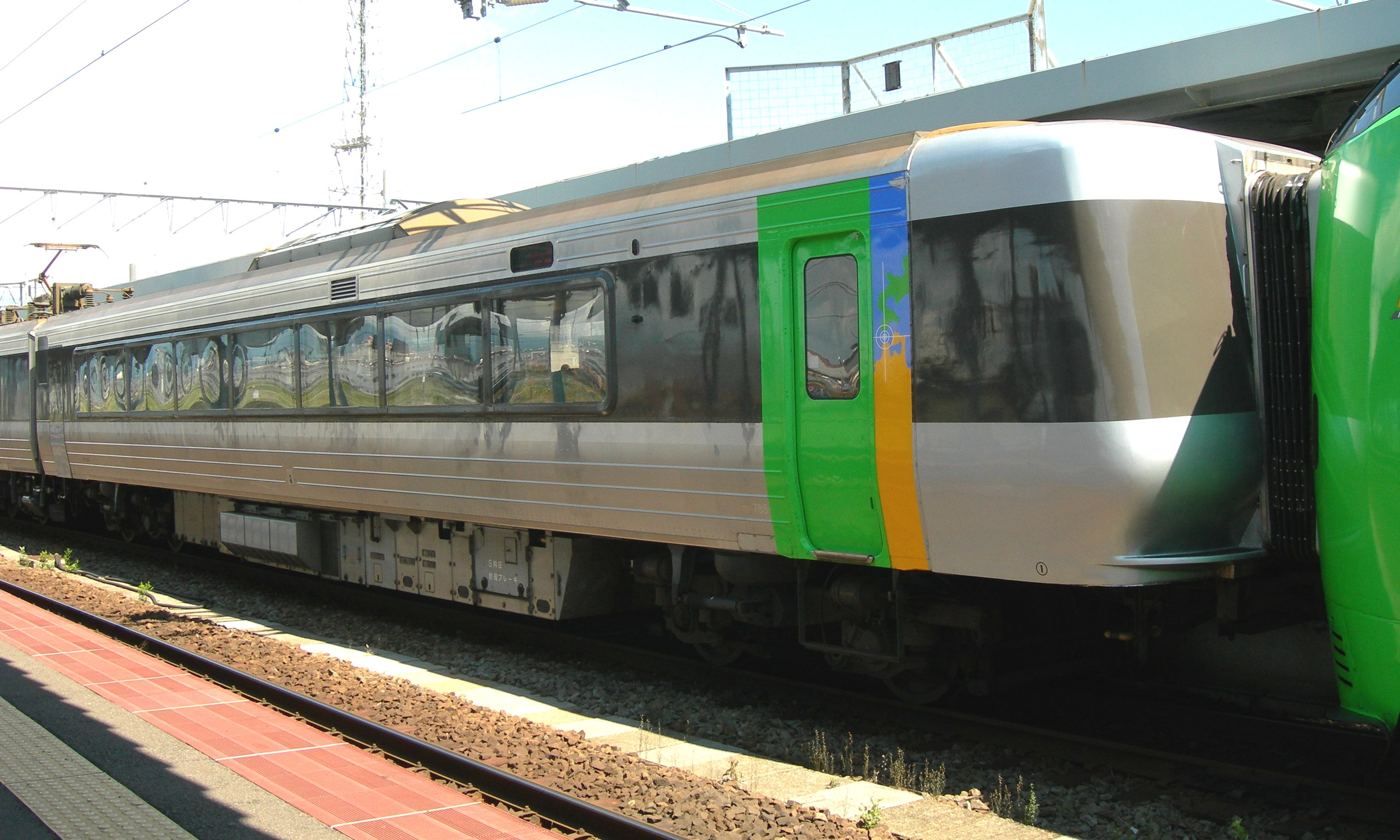
モハ 785-300，2011年8月

## 内部
785系電聯車並未有“绿色”（头等舱）車廂，但4号車被指定为“ u座”車廂，为對號座乘客提供了更好的座位。 其他車廂通常被指定为非對號座。     

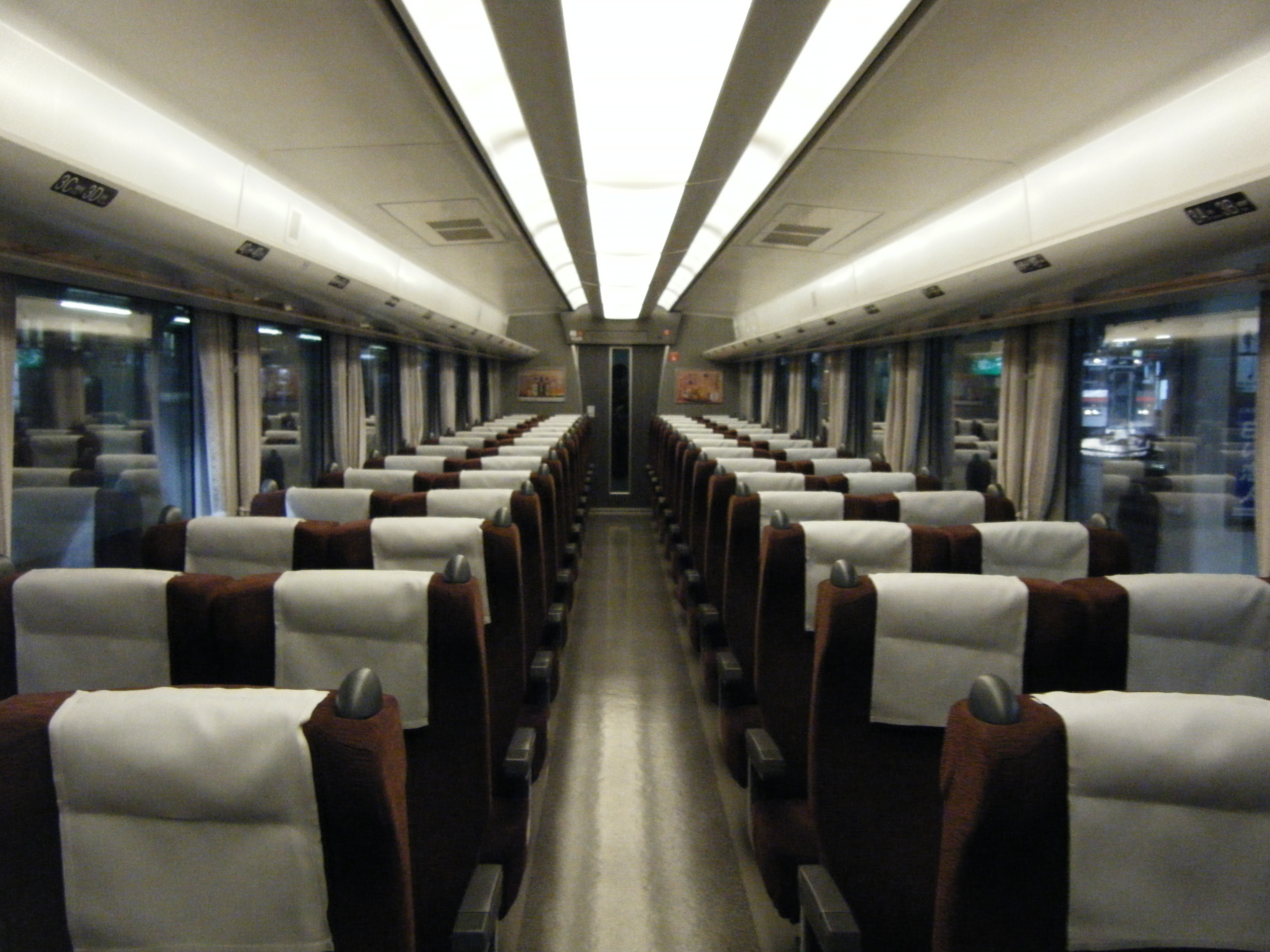
車廂内部，2008年5月
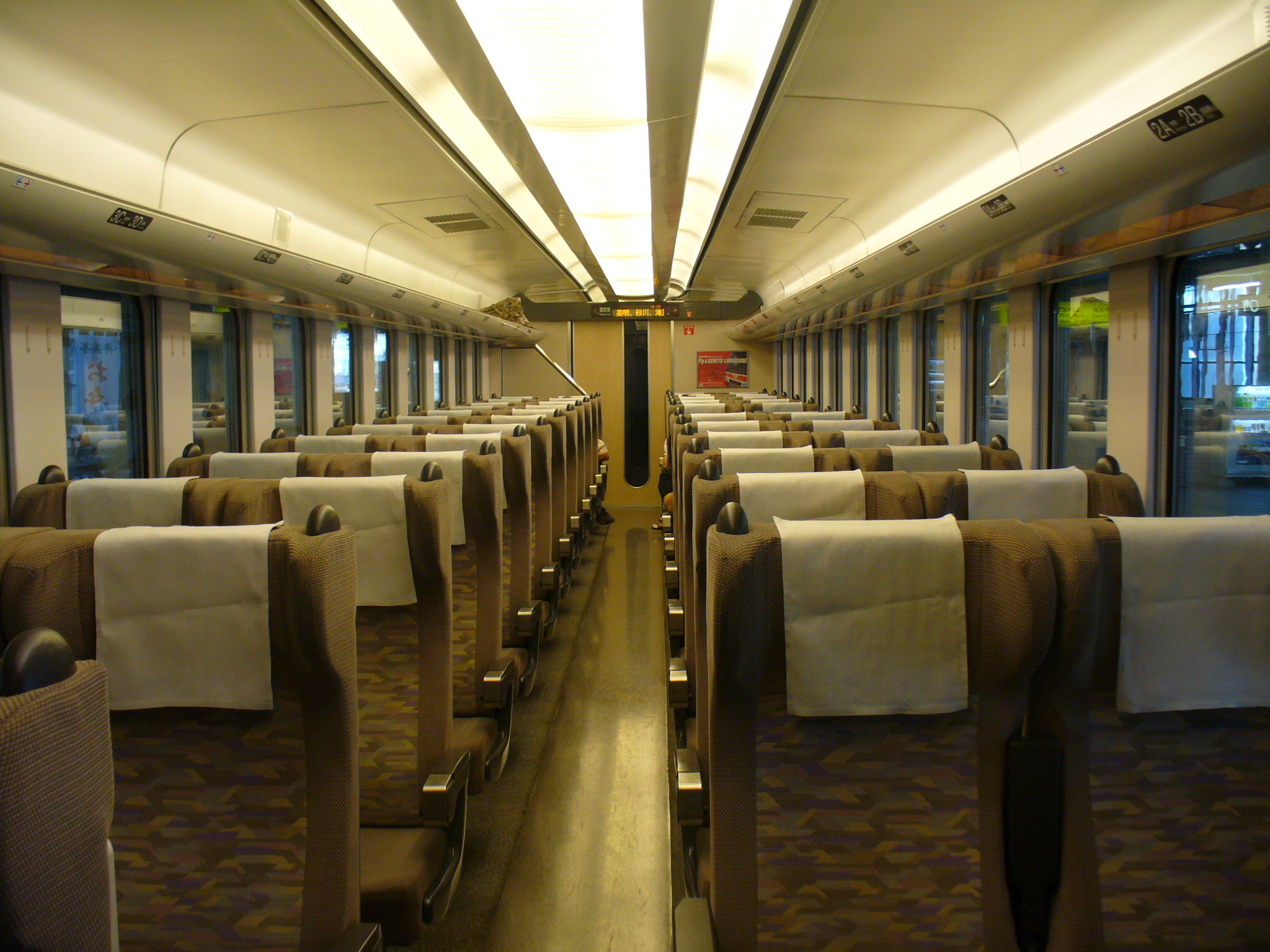
u座車廂內部，2007年8月。
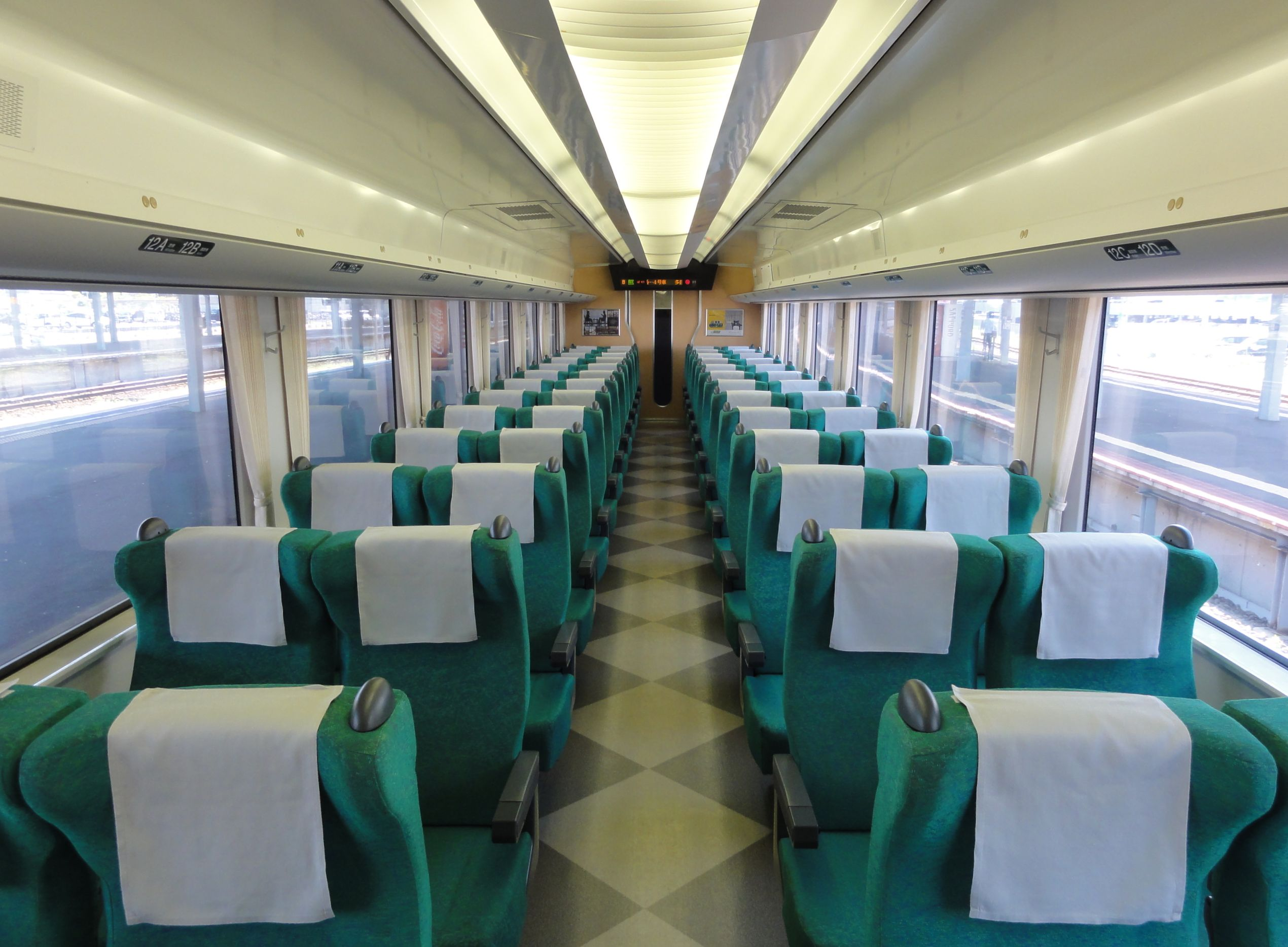
用於超級白鳥號的784-300型車的内部，2011年8月
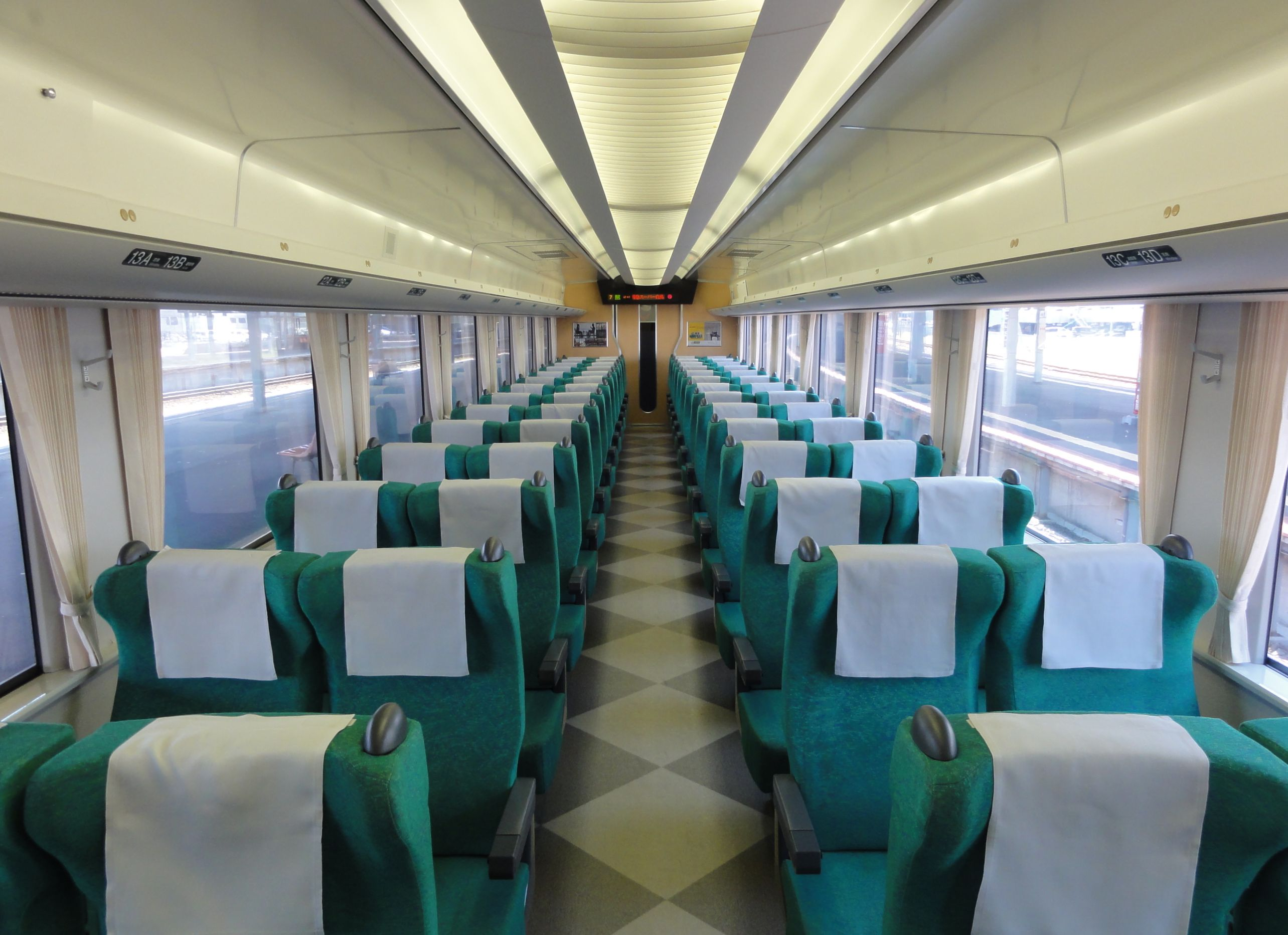
用於超級白鳥號的785-300型車的内部，2011年8月。

## 历史

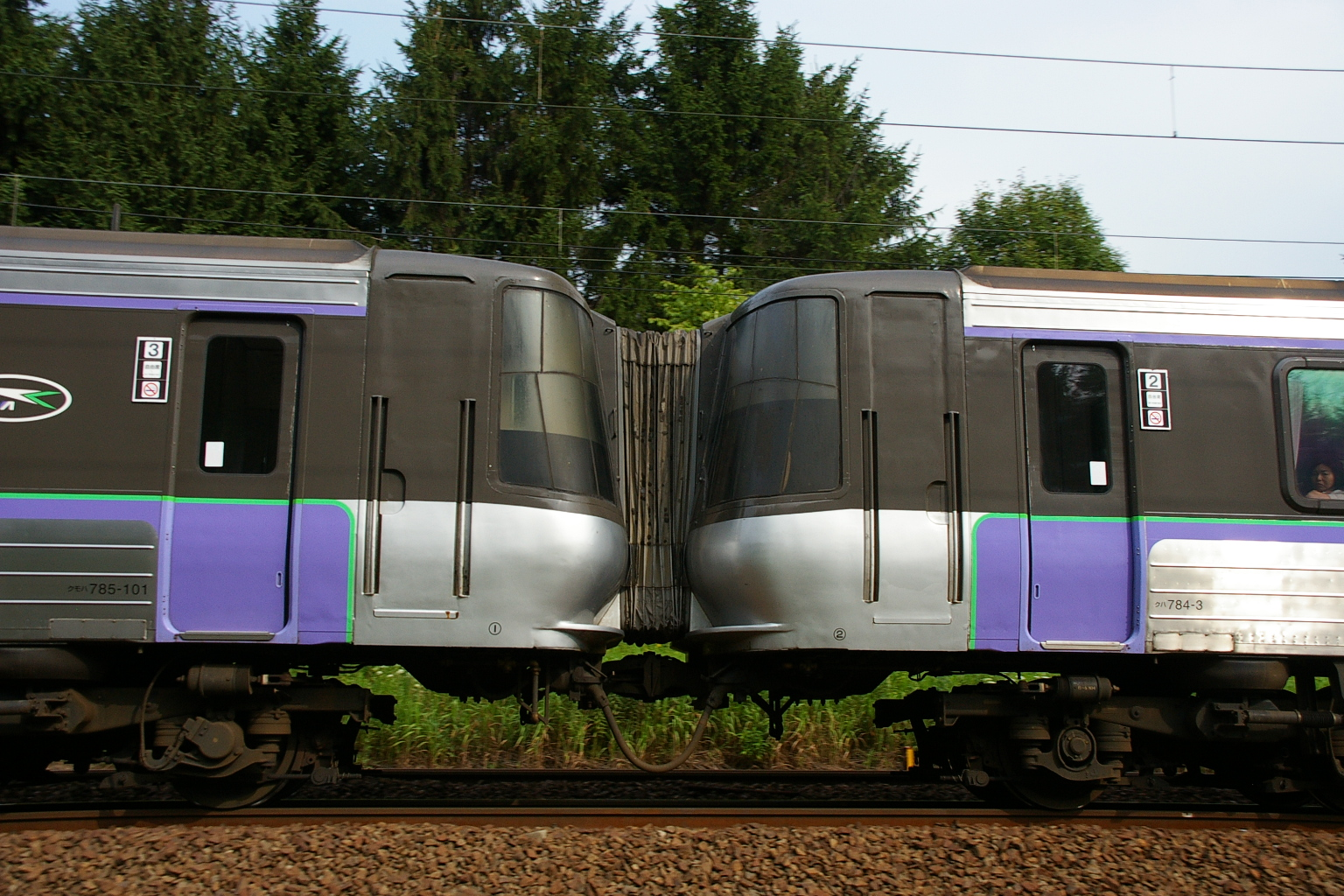
原駕駛車，2008年。

1990年交車30辆，分別为2車的編組5組（NE 101–10）與4車編組5組（NE 1–5），於1990年9月1日起行駛札幌與旭川之間的超级白箭號， 以及某些丁香號列車。 
从2002年2月18日起，改編原来的4車編組和2车編組，增加了新製造的モハ 784-500和モハ785-500車輛，成為7組5车編組和1組备用的2车編組。  編組之中間車的驾驶室內控制設備在2007年至2008年之间移除。 
从2007年10月1日起，這些車輛與789系電聯車被用於行駛札幌與旭川之間的神威號，以及札幌与新千歲機場之間的機場快車。 
自2002年起停用的備用車組NE 105在2010年进行了整修，將駕駛室端面漆成綠色，自2010年12月4日开始与789系電聯車一起行駛超級白鳥號。此編組的最高速度为140  公里/小时